# جيم جونز (موسيقي)
جيم جونز (بالإنجليزية: Jim Jones)‏ هو موسيقي أمريكي، ولد في 12 مارس 1950، وتوفي في 18 فبراير 2008 بسبب نوبة قلبية.